# Fuentes de Moscú
Las Fuentes de Moscú (en ruso: Фонтаны Москвы) una vez permitieron el acceso al agua potable a los moscovitas, y ahora decoran muchas de las plazas y parques de la capital de Rusia. Sólo una fuente fue construida antes de la Revolución de 1917, la Fuente Petrovskiy en frente del Teatro Bolshoi, que aún permanece en su sitio original. Pocas fuentes fueron construidas en la época soviética, pero muchas nuevas fuentes fueron construidas en la década de 1990 y la primera década del siglo 21 durante el boom económico postsoviético de la ciudad. Debido al clima frío, las fuentes sólo funcionan en la estación cálida, por lo general a partir del 1 de mayo hasta el 1 de octubre.
Algunas de las fuentes más importantes incluyen:
- Fuente Petrovskiy.
- Fuente de las cuatra estaciones del año.
- Fuente Princesa Turandot.
- Fuente Abducción de Europa.
- Fuente musical en Tsaritsino.
- Fuente de la plaza Bolotnaya.
- Fuente de la Amistad de los Pueblos.
- Fuente de Natalia y Alejandro.
- Fuentes en el canal Vodootvodniy.
- Fuente Joven del Bulevar Ukrainsky.